# Tessitura
Tessitura (wł. tessitura − „tekstura”) – zakres głosu (dźwięków) dominujący w utworze, najintensywniej używany wycinek skali. Określenie jest używane do utworów wokalnych i instrumentalnych. W przypadku śpiewaków tessitura jest mniejsza od skali śpiewaka i oznacza rejestr, w którym używa on danego głosu i brzmi najlepiej, dlatego m.in. dzieli się głosy na dramatyczne i liryczne. Przykładowo baryton operowy posiada skalę od G do g1, jednakże baryton dramatyczny posiada tessiturę niską, a baryton liryczny nie używa najniższych dźwięków.